# Libèl·lula d'ulls grisos
La libèl·lula d'ulls grisos (Libellula fulva) és una espècie d'odonat anisòpter de la família Libellulidae.

## Descripció
El mascle adult té un abdomen de color blau brillant amb taques negres, mentre que la femella adulta i el mascle jove tenen l'abdomen de color taronja brillant.
Fan uns 45 mm de llargada amb una envergadura alar d'uns 74 mm.

## Distribució
Es distribueix per tot Europa. Aquesta libèl·lula és considerada una espècie de preocupació especial a la Gran Bretanya a causa de la pèrdua del seu hàbitat específic.
És una espècie present a Catalunya i a la península Ibèrica.

## Hàbitat
Aquesta espècie viu a les planes inundades i en pantans amb densa i abundant vegetació on les femelles dipositen els seus ous en àrees de corrents lents.
Un cop dipositats per la femella, els ous reposen incrustats en el fang del llit del riu i les larves es desenvolupen sota l'aigua durant uns dos anys.

## Període de vol
Els adults viuen de maig a agost, temps durant el qual s'aparellen i ponen ous.

## Galeria

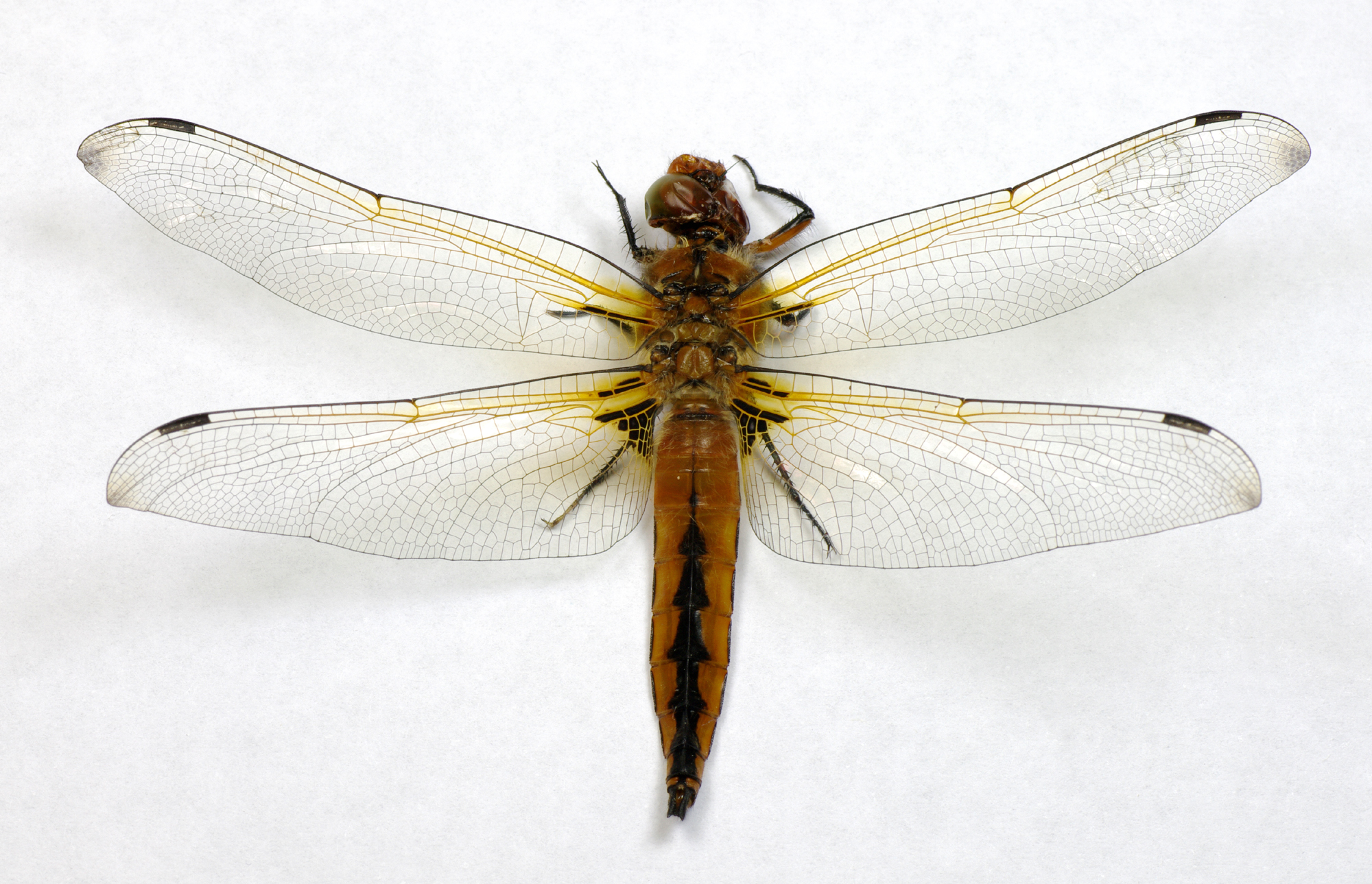
Mascle immadur (mort)
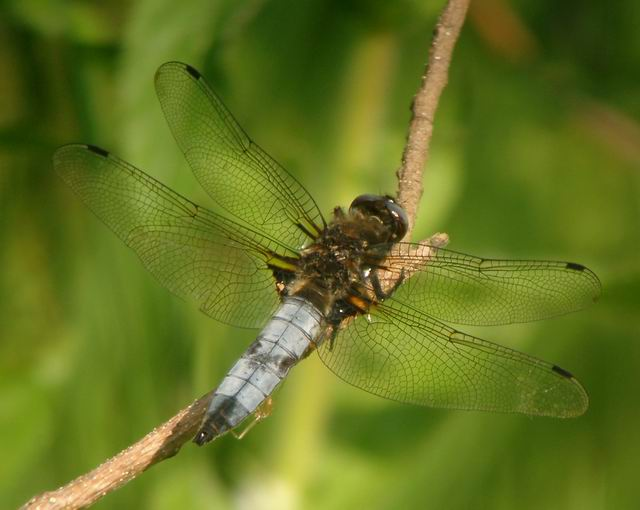
Mascle adult
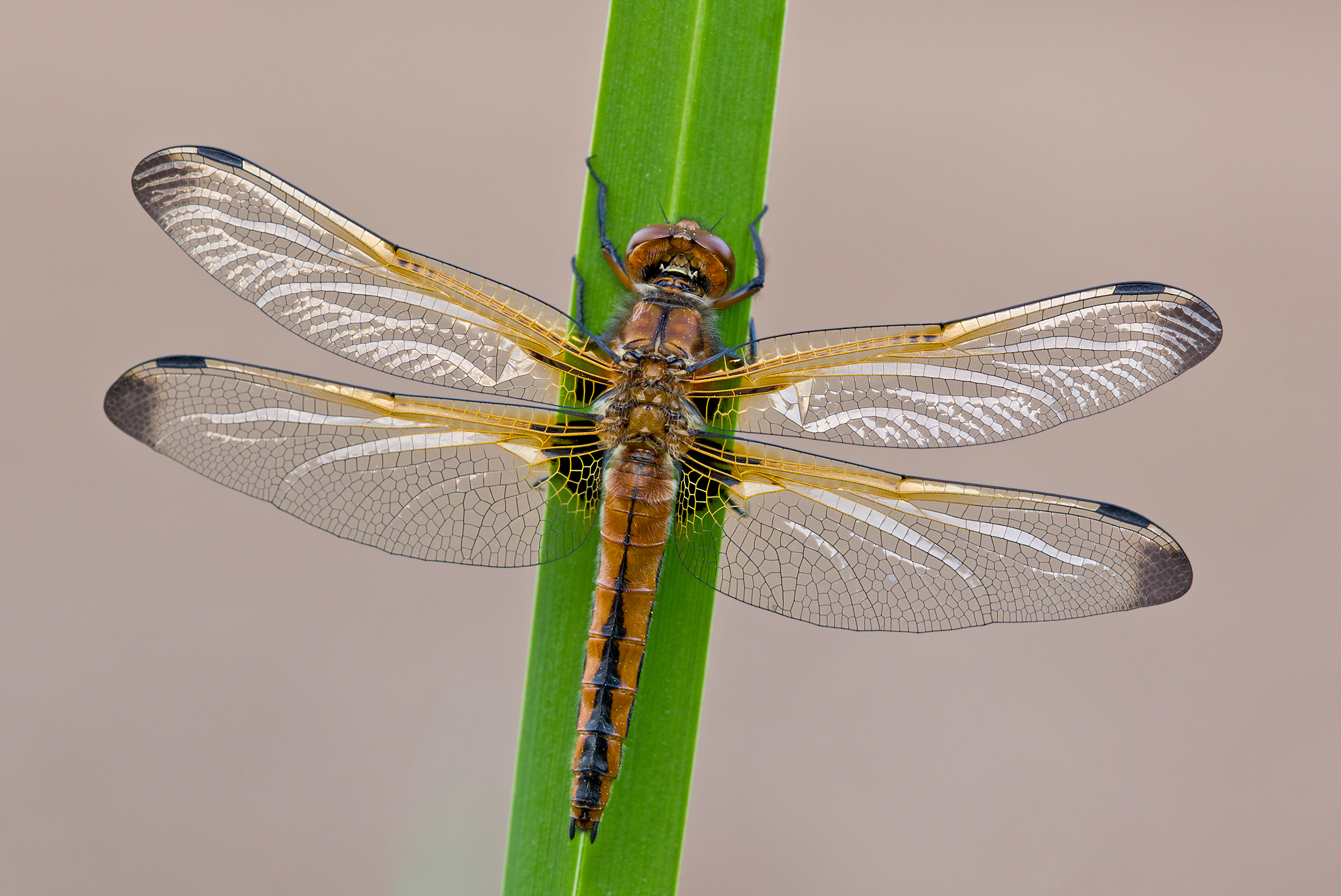
Femella immadura
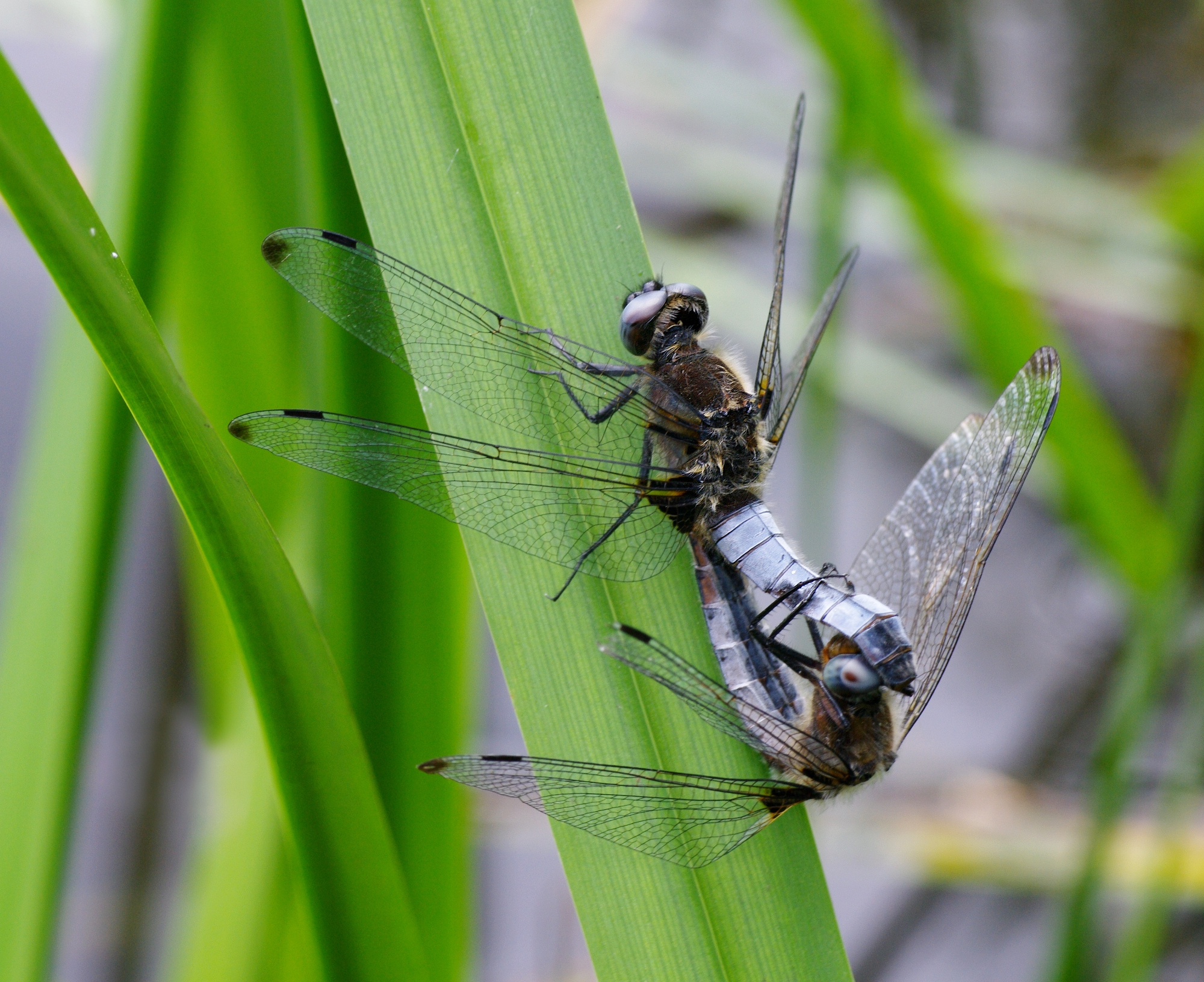
Còpula